# Degallierister hamatus
Degallierister hamatus är en skalbaggsart som först beskrevs av Lewis 1888.  Degallierister hamatus ingår i släktet Degallierister och familjen stumpbaggar. Inga underarter finns listade i Catalogue of Life.